# Njumanova projekcija
Njumanova projekcija je korisna u stereohemiji alkana za vizuelizaciju hemijskih konformacija ugljenik-ugljenik hemijskih veza gledano spreda. Bliži ugljenik se predstavlja tačkom, a udaljeniji krugom. Prednji ugljenik se naziva proksimalnim, a udaljeniji je distalni. Ovaj tip reprezentacije je koristan pri prikazivanju torzionog ugla između veza.
Bočna reprezentacija prikazuje ugljenik-ugljenik vezu iz kosog ugla. Ovaj tip reprezentacije olakšava vizuelizaciju molekula kao celine u 3D.